# Parafia Narodzenia Najświętszej Maryi Panny w Gorlicach

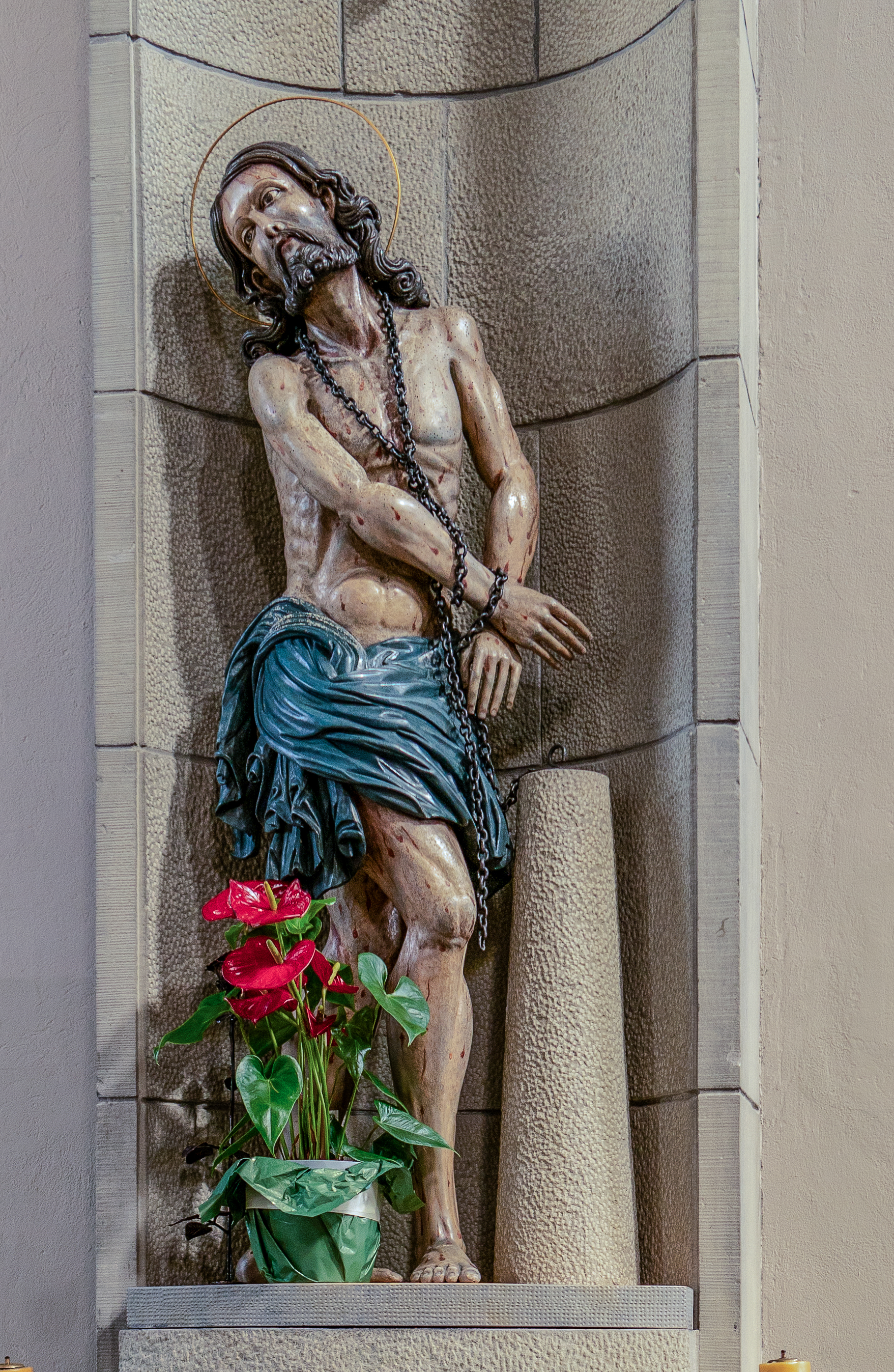
Figura Pana Jezusa w Więzieniu

Parafia Narodzenia Najświętszej Maryi Panny w Gorlicach − parafia rzymskokatolicka w diecezji rzeszowskiej w dekanacie gorlickim.

## Historia
Parafia powstała w XIV w. Pierwsza pisemna wzmianka o jej istnieniu pochodzi z 1411 r. Pierwszy kościół powstał przed 1399, był murowany. Świątynią filialną był piętnastowieczny drewniany kościółek św. Mikołaja, rozebrany około roku 1830. W latach 1550–1628 ówczesny kościół parafialny został zamieniony na zbór protestancki. Katolicy otrzymali świątynię z powrotem na podstawie decyzji Trybunału Koronnego. Podczas potopu szwedzkiego kościół spalono.
Około roku 1630 rolę kościoła parafialnego przejęła nowa świątynia. Została ona wzniesiona w stylu gotyckim na cyplu pagórka usytuowanego na wschód od dzisiejszego rynku. Około 1730 wzniesiono obok kościoła kaplicę, zwaną „Więzieniem Chrystusa”. W latach 1779 i 1874 kościół trawiły pożary miasta. Po pierwszym z nich odbudowano go w nowej formie, dobudowując nawy boczne. W konsekwencji uszkodzeń powstałych podczas drugiego, podjęto decyzję o całkowitej rozbiórce świątyni. 
Obecny kościół pw. Narodzenia NMP powstał w latach 1885–1892 w stylu neorenesansowym. Budowy kościoła podjął się proboszcz Marceli Żabicki. Autorem projektu był Franciszek Pavoni, włoski zakonnik, przełożony dominikanów w Krakowie. W roku 1915 świątynia uległa poważnym zniszczeniom w wyniku działań wojennych. Odbudowano ją w latach 1921–1932. W latach 2000–2003 miała miejsce renowacja kościoła. 
23 maja 2009 roku, decyzją Watykanu kościół pod wezwaniem Narodzenia Najświętszej Maryi Panny w Gorlicach został bazyliką mniejszą. Uroczysty akt nadania wręczył biskup Kazimierz Górny, ordynariusz diecezji rzeszowskiej.

## Figura Pana Jezusa w Więzieniu
W bocznej nawie kościoła znajduje się naturalnych rozmiarów (164 cm wysokości) figura przedstawiająca Chrystusa Ubiczowanego. Ta barokowa figura jest wykonana w drewnie i przedstawia postać ubiczowanego Chrystusa przywiązanego do słupa. Nie wiadomo kto był jej twórcą, przyjmuje się, że powstała w połowie XVII wieku. 
Pierwotnie miejscem kultu była murowana, kryta gontem kaplica, tzw. „Więzienie Chrystusa” („Carceris Christi”). Była ona zlokalizowana w południowej części przykościelnego cmentarza. W górnej części tej dwupoziomowej budowli znajdował się ołtarz z obrazem przedstawiającym zdjęcie Chrystusa z krzyża, podczas gdy w dolnej stała figura Chrystusa Ubiczowanego oraz ołtarz Matki Bożej Bolesnej. Kaplica kilkakrotnie, m.in. po pożarach starego kościoła i budowie nowego, odgrywała rolę świątyni parafialnej. Podczas pierwszej wojny światowej górna część została znacznie uszkodzona. Dlatego też, po odbudowaniu świątyni, w roku 1925 przeniesiono do niej figurę i umieszczono w nawie północnej. Kaplica została rozebrana, a jej dolna część zasypana ziemią. 
W 1961 figurę poddano renowacji. W 1963 umieszczono ją na stałe w ołtarzu między nawą główną i północną, który został wybudowany specjalnie w tym celu. Poświęcenia ołtarza dokonał 7 marca 1963 biskup tarnowski Jerzy Ablewicz. Wyrazem kultu figury Chrystusa Ubiczowanego są msze odprawiane w każdy trzeci wtorek miesiąca przy ołtarzu Pana Jezusa w Więzieniu oraz odpust parafialny obchodzony w pierwszą niedzielę wielkiego postu.

## Proboszczowie parafii farnej w Gorlicach
1. Ks. Mikołaj 1512 r.
2. Ks. Mikołaj „de Gornycze” 1529 r.
3. Ks. Maciej z Bobowej 1542 r.
4. Ks. Stanisław Szczepanowski 1625-1642 r.
5. Ks. Stanisław Kowaliński 1647-? r.
6. Ks. Jan Mierzowski 1653-1675 r.
7. Ks. Jan Mirowski 1679 r.
8. Ks. Franciszek Śliwski 1685-1714 r.
9. Ks. Ignacy Olszowski 1724-1734 r.
10. Ks. Jan Hümmel 1737-1742 r.
11. Ks. Jan Tylawski 1744 r.
12. Ks. Paweł Kleczeński (Kleciński) 1744-1756 r.
13. Ks. Grzegorz Królikowski 1759 r.
14. Ks. Jan Kłosowski (Kłoszewski) 1760-1763 r.
15. Ks. Franciszek Radecki 1764-1778 r.
16. Ks. Józef Wiktor 1778-ok.1781 r.
17. Ks. Maciej Mieczkowski 1784-1815 r.
18. Ks. Piotr Skrudziński 1816-1823 r.
19. Ks. Marcin Trzetrzewiński 1825-1851 r.
20. Ks. Teofil Jamrowicz 1853-1864 r.
21. Ks. Marceli Żabicki 1867-1899 r.
22. Ks. Antoni Sos 1899-1924 r.
23. Ks. Kazimierz Litwin 1924-1961 r.
24. Ks. Franciszek Gawlik 1961-1966 r.
25. Ks. Bronisław Ryba 1966-1990 r.
26. Ks. Stanisław Górski 1990-2012 r.
27. Ks. Stanisław Ruszel 2012- [1]

## Przynależność administracyjna
- do 1786 – diecezja krakowska
- od ? do 1925 – diecezja przemyska
- 1925–1992  diecezja tarnowska
- od 1992 – diecezja rzeszowska

## Grupy parafialne
- Akcja Katolicka
- Dziewczęca Służba Maryjna (DSM)
- Katolickie Stowarzyszenie Młodzieży (KSM)
- Liturgiczna Służba Ołtarza (LSO)
- Odnowa w Duchu Świętym
- Parafialny Zespół Caritas
- Ruch Światło – Życie
- Stowarzyszenie Rodzin Katolickich